# Naturschutzgebiet Spitalgrund-Oberes Volkachtal
Das Naturschutzgebiet Spitalgrund–Oberes Volkachtal ist ein rund 41 Hektar großes Naturschutzgebiet im Naturraum Steigerwald. Es liegt im östlichen Teil des unterfränkischen Landkreises Schweinfurt, überwiegend im Gemeindegebiet von Michelau im Steigerwald sowie teilweise im gemeindefreien Gebiet Hundelshausen. Die Ausweisung als Schutzgebiet erfolgte im Jahr 1985.

## Geographische Lage
Das Schutzgebiet befindet sich am westlichen Rand des Mittelgebirges Steigerwald, das weitgehend mit dem gleichnamigen Naturpark übereinstimmt. Es liegt eingebettet in einen größeren, zusammenhängenden Waldkomplex im nördlichen Steigerwald, im östlichen Bereich des Landkreises Schweinfurt.
Nördlich des Naturschutzgebiets, im Neuhauser Forst, erheben sich die beiden markanten Berge Gangolfsberg (468 m ü. NHN) und Bocksberg (463 m ü. NHN).
Östlich liegt Neuhausen, ein Ortsteil der Gemeinde Michelau im Steigerwald. Weiter östlich, tief im Steigerwald, befinden sich das Naturschutzgebiet Weilersbachtal sowie der ökologisch bedeutsame Naturwald Kleinengelein.
Südlich grenzen die Ortsteile Prüßberg und Michelau im Steigerwald an, wobei letzterer zugleich der Hauptort der Gemeinde ist. Noch weiter südlich liegt das Naturschutzgebiet Naturwaldreservat Zwerchstück.
Westlich liegen die Gemeindeteile Hundelshausen, wo sich unter anderem das Naturdenkmal Eine Hecke am Kuhsee befindet, sowie Altmannsdorf. Ebenfalls westlich schließt sich das Waldgebiet Eichholz an, das bereits zur Gemeinde Dingolshausen gehört. Zudem liegt der Rotenberg (316 m ü. NHN) westlich des Gebiets.
Das Naturschutzgebiet liegt vollständig innerhalb mehrerer übergeordneter Schutzkulissen: des FFH-Gebiets Buchenwälder und Wiesentäler des Nordsteigerwalds, des Vogelschutzgebiets Oberer Steigerwald sowie des Naturparks Steigerwald.

## Geschichte
Das Schutzgebiet wurde von der Behörde 1985 unter Schutz gestellt. Grundlage des Gebiets waren vom Bund Naturschutz mit Unterstützung des zu dieser Zeit nahebei in Donnersdorf lebenden Bernhard Grzimek und der Zoologischen Gesellschaft Frankfurt Ende der 1970er Jahre angekaufte Flächen im Spitalgrund bei Prüßberg.
Grzimek hatte bereits 1975 erste Flächen des heutigen Naturschutzgebietes in Eigenregie erworben und später dem damals neu gegründeten Bund Naturschutz überschrieben.

## Geologie und Geografie
Das langgezogene Gebiet folgt dem Oberlauf der Volkach bis zum so genannten Spitalgrund nordöstlich der Ortschaft Prüßberg. Der Oberlauf der Volkach wird oberhalb von Michelau im Steigerwald den Namen Spitalbach und Aubach bezeichnet, der von den kleineren Bächen Mühlbach, Holzbach und Grundbach gespeist wird.
Das Gebiet umfasst Wiesen und Auwälder beiderseits der Bäche sowie steile Schluchtwälder. Der Wald ist ein Eichen-Hainbuchen-Wald mit den typischen Nebenbaumarten wie Vogelkirsche, Winterlinde, Bergulme und Elsbeere.

## Flora und Fauna
Die Wasserläufe des Gebiets beherbergen Mühlkoppen und Bachneunaugen, in Nebengewässern gibt es Fluss- und Steinkrebse. Die Feuchtgebiete bieten Amphibien, darunter auch dem Feuersalamander, Lebensraum.
Bewohner der Hangschluchtwälder im Spitalgrund sind unter anderem Mittelspecht, Buntspecht, Kleinspecht, Grünspecht, Grauspecht und Schwarzspecht, deren Höhlen von Hohltauben, Siebenschläfern, Fledermäusen und Hornissen genutzt werden.
An den Hängen und Bächen finden sich Bärlauch, Türkenbund, Scharbockskraut, Lerchensporn und Waldveilchen. An den Bachufern wachsen Esche und Schwarzerle.